# UFC sur ESPN : Usman contre Buckley
UFC sur ESPN : Usman contre Buckley (également connu sous le nom d' UFC sur ESPN 69 ) est un événement d'arts martiaux mixtes produit par l'Ultimate Fighting Championship qui a eu lieu le 14 juin 2025 à la State Farm Arena d'Atlanta, en Géorgie, aux États-Unis. 

## Contexte
L'événement était la cinquième visite de la promotion à Atlanta et la première depuis l'UFC 236 en avril 2019. 
Un combat de poids welters entre l'ancien champion des poids welters de l'UFC Kamaru Usman et Joaquin Buckley a été tenu en tête d'affiche de l'événement. 
Un combat de poids lourds-légers entre Alonzo Menifield et Oumar Sy a été présenté au cours de cet événement. Ils devaient auparavant se rencontrer lors de la Soirée de combat UFC : Edwards contre Brady en mars, mais Sy a dû se retirer en raison d'une blessure. 
Un combat de poids mi-lourd entre Paul Craig et l'ancien champion intérimaire des poids mi-lourds de la LFA, Rodolfo Bellato, a eu lieu lors de cet événement. Ils devaient initialement concourir à la Soirée de combat UFC : Burns contre Morales un mois auparavant, mais le combat a été annulé pendant l'événement en raison d'une infection à l'herpès chez Bellato. 
Un combat de poids mouche féminin entre l'ancienne championne poids mouche féminine de la LFA Jamey-Lyn Horth et Tereza Bledá était prévu pour cet événement. Cependant, Bledá s'est retirée du combat en raison d'une infection à staphylocoques et a été remplacée par l'ancienne championne poids paille féminine de la LFA Vanessa Demopoulos. 
Ricky Simón devait affronter Charles Jourdain dans un combat de poids coq pour cet événement. Cependant, Jourdain s'est retiré pendant la semaine de combat en raison d'une blessure à l'œil et a été remplacé par Cameron Smotherman. 

## Résultats
| Carte de combats (ESPN)    | Carte de combats (ESPN) | Carte de combats (ESPN) | Carte de combats (ESPN) | Carte de combats (ESPN)                            | Carte de combats (ESPN) | Carte de combats (ESPN) | Carte de combats (ESPN) |
| Catégorie                  |                         |                         |                         | Méthode                                            | Round                   | Chrono.                 | Notes                   |
| -------------------------- | ----------------------- | ----------------------- | ----------------------- | -------------------------------------------------- | ----------------------- | ----------------------- | ----------------------- |
| Poids Coq                  | Kamaru Usman            | déf.                    | Joaquin Buckley         | Décision (unanime) (49–46, 49–46, 48–47)           | 5                       | 5:00                    |                         |
| Poids Mouches Femmes       | Rose Namajunas          | déf.                    | Miranda Maverick        | Décision (unanime) (30–27, 30–27, 29–28)           | 3                       | 5:00                    |                         |
| Poids Moyens               | Edmen Shahbazyan        | déf.                    | Andre Petroski          | Décision (unanime) (30–27, 30–27, 29–28)           | 3                       | 5:00                    |                         |
| Poids Coq                  | Raoni Barcelos          | déf.                    | Cody Garbrandt          | Décision (unanime) (29–28, 29–28, 29–28)           | 3                       | 5:00                    |                         |
| Poids Moyens               | Mansur Abdul-Malik      | déf.                    | Cody Brundage           | Décision technique (unanime) (30–27, 29–28, 29–28) | 3                       | 0:36                    | a.                      |
| Poids Lourds-Légers        | Alonzo Menifield        | déf.                    | Oumar Sy                | Décision (unanime) (29–28, 29–28, 29–28)           | 3                       | 5:00                    |                         |
| Carte Préliminaire (ESPN+) |                         |                         |                         |                                                    |                         |                         |                         |
| Poids Lourds-légers        | Paul Craig              | c.                      | Rodolfo Bellato         | No Contest (coup de pied illégal)                  | 1                       | 4:59                    | b.                      |
| Poids Welter               | Michael Chiesa          | déf.                    | Court McGee             | Décision (unanime) (30–27, 30–27, 29–28)           | 3                       | 5:00                    |                         |
| Poids Coq                  | Malcolm Wellmaker       | déf.                    | Kris Moutinho           | KO (coup de poing)                                 | 1                       | 2:37                    |                         |
| Poids Mouches              | Jose Ochoa              | déf.                    | Cody Durden             | KO (coups de poings)                               | 2                       | 0:11                    |                         |
| Poids Coq                  | Ricky Simón             | déf.                    | Cameron Smotherman      | Décision (unanime) (30–27, 30–27, 29–28)           | 3                       | 5:00                    |                         |
| Poids Welter               | Philip Rowe             | déf.                    | Ange Loosa              | TKO (coups de poings)                              | 3                       | 4:02                    |                         |
| Poids Mouches Femmes       | Jamey-Lyn Horth         | déf.                    | Vanessa Demopoulos      | Décision (unanime) (30–27, 30–27, 30–27)           | 3                       | 5:00                    |                         |

a. Un choc accidentel au niveau des têtes a rendu Brundage incapable de continuer.
b. Un coup de pied accidentel et illégal a rendu Bellato incapable de continuer.

## Récompenses bonus
Les combattants suivants ont reçu chacun un bonus de 50 000 $ :
- combat de la soirée : Kamaru Usman contre Joaquin Buckley ;
- performance de la soirée : Malcolm Wellmaker et Jose Ochoa.